# Sulfato de amonio
El sulfato de amonio es una sal cuya fórmula química es (NH4)2SO4.  Es de color blanco y se presenta en forma de cristales. Su uso más común es como fertilizante de suelos. Contiene  un 21% de nitrógeno y un 24% de azufre.

## Preparación
Para su producción existen distintos procedimientos, todos los cuales se fundan mayoritariamente en la reacción química siguiente:
{\displaystyle {\ce {2NH3 + H2SO4 -> (NH4)2SO4}}}
De esta manera, se hace pasar amoniaco gaseoso mezclado con vapor de agua por un reactor, provisto con un agitador, que contiene una disolución saturada de sulfato de amonio y en la que se mantiene un 2% de ácido sulfúrico libre añadiendo ácido sulfúrico concentrado. Esto se puede hacer de manera continua. El calor de reacción mantiene la temperatura del reactor a 60 °C. El calor de reacción evapora toda el agua presente en el sistema, formando una nata en polvo. En 1981 se produjeron aproximadamente 6.000 millones de toneladas. Según otro procedimiento, en una cámara a 100 °C se pulveriza ácido sulfúrico concentrado y gas NH3, con lo que el agua se evapora y la sal seca se deposita en el fondo. 
Otra vía posible es mediante la reacción de sulfato cálcico con el bicarbonato de amonio para precipitar el carbonato cálcico, liberar dióxido de carbono:
{\displaystyle {\ce {CaSO4 + 2(NH4)HCO3 -> CaCO3(s) + (NH4)2SO4 + CO2 + H2O}}}
A escala industrial se parte de yeso (CaSO4 · 2H2O), que se finamente dividido a una solución de carbonato amónico. El carbonato cálcico precipita como sólido, dejando sulfato amónico en la solución.
El sulfato de amonio se presenta de forma natural como el raro mineral mascagnita en fumarolas volcánicas y debido a los incendios de carbón en algunos vertederos.

## Características físico-químicas
Se presenta en forma de un polvo cristalino blanco, generalmente compactado en gránulos. Este material suficientemente puro tiene propiedades ferroeléctricas por debajo de una temperatura de -49 °C porque un reordenamiento cristalino le da otra simetría, caracterizada por el grupo espacial Pna21.
Es soluble en agua. La solución 0,1 M tiene un pH de 5,5. En solución, puede formar fácilmente sales dobles con iones metálicos, por ejemplo con iones de hierro, cobalto, cerio, níquel ... Con iones metálicos trivalentes forma la gama de alumbres con la fórmula (NH
4)
2(SO
4).M
2(SO
4)
3.24H
2O
Es insoluble en etanol, acetona, disulfuro de carbono y amoníaco líquido. La acción de una base fuerte descompone el compuesto iónico seco.
Calentado en un tubo de ensayo al aire, el sulfato de amonio se descompone a partir de 150 °C en bisulfito de amonio ácido y gas amoniaco que se libera.
Calentado bajo condiciones térmicas drásticas, esta sustancia química se degrada casi instantáneamente y emite humos muy tóxicos de SOx, NOx y amoníaco. El agua y el nitrógeno también pueden reformarse a altas temperaturas.
El contacto íntimo con oxidantes fuertes puede crear fuertes explosiones. Es por eso que los sulfatos de amonio se almacenan entre 2 °C y 8 °C .

## Reacciones
El sulfato de amonio se descompone al ser calentado a más de 250 °C, primero forma bisulfato de amonio. Al ser calentado a temperaturas aún más elevadas se descompone en amoníaco, nitrógeno, dióxido de azufre, y agua.
Como sal de un ácido fuerte (H2SO4) y una base débil (NH3), su solución es ácida; siendo el pH de una solución  0.1 M  5.5. En solución acuosa las reacciones son las de los iones NH4+ y SO42-. Por ejemplo, el agregado de cloruro de bario, precipita sulfato de bario. Mediante el filtrado de los vapores se obtiene cloruro de amonio.
El sulfato de amonio forma numerosas sales dobles (sulfatos de amonio metálico) cuando su solución se mezcla con soluciones equimolares de sulfatos metálicos y la solución se evapora lentamente. Con los iones metálicos trivalentes se forma alumbre como el sulfato de amonio férrico. Entre los sulfatos metálicos dobles se encuentran el sulfato de cobalto de amonio, la sulfato diamónico ferroso, el sulfato de níquel de amonio que se conocen como sales de Tutton y el sulfato cérico de amonio. Los sulfatos dobles anhidros de amonio también se encuentran en la familia de las Langbeinitas. El amoníaco producido tiene un olor acre y es tóxico.
Las partículas de sulfato de amonio evaporado en el aire constituyen aproximadamente el 30% de la contaminación por partículas finas en todo el mundo.

## Usos
El uso principal del sulfato de amonio es como fertilizante para suelos alcalinos, tanto para fertirrigación como para aplicación directa al suelo por productores de hortalizas. En el suelo, el ion amonio se libera y forma una pequeña cantidad de ácido, reduciendo el equilibrio del pH del suelo, al tiempo que aporta el nitrógeno esencial para el crecimiento de las plantas. La principal desventaja del uso del sulfato de amonio es su bajo contenido de nitrógeno en relación con el nitrato de amonio, lo que eleva los costes de transporte.
El sulfato de amonio a menudo se obtiene como un producto residual de la fabricación del nailon. La frecuencia de deficiencias de azufre promueven su mayor uso como fuente de nitrógeno (Al) y de azufre (Sol).
También se utiliza como adyuvante en la pulverización agrícola para herbicidas, fungicidas y fungicidas solubles en agua. Su función es unir los cationes de hierro y calcio presentes en el agua de pozo y en las células de las plantas. Es especialmente eficaz como adyuvante para el 2,4-D (amina), glifosato y glufosinato.

### Uso en laboratorio
Se utiliza como floculante y, además, como un reactivo en purificación de ácidos (siempre que las proteínas sean solubles en medio básico y con presencia de NaCl o cloruro potásico) para precipitar proteínas solubles. En bioquímica, se usa para precipitar fraccionadamente las globulinas que no son solubles en agua y para diferenciarlas de las glóbulos rojos. Las globulinas se pueden redisolver para hacer subsecuentes análisis, como puede ser la extracción de una proteína en particular por cromatografía de afinidad con NaCl.
El sulfato de amonio es excelente componente para la llamada precipitación fraccionada, porque, entre otras cosas, hace que el agua compita entre la disolución de esta sal o de la proteína (formada por muchos grupos carboxilo y amonio), causando que precipite la proteína con tres aminoácidos.
La precipitación con sulfato de amonio es un método común para la purificación de proteínas por precipitación. A medida que la fuerza iónica de una solución aumenta, la solubilidad de las proteínas en esa solución disminuye. El sulfato de amonio es extremadamente soluble en agua debido a su naturaleza iónica, por lo que puede "salar" las proteínas por precipitación. Debido a la elevada constante dieléctrica del agua, los iones salinos disociados, siendo el amonio catiónico y el sulfato aniónico, se disuelven fácilmente dentro de las envolturas de hidratación de las moléculas de agua. La importancia de esta sustancia en la purificación de compuestos se debe a su capacidad de hidratarse más en comparación con las moléculas relativamente más no polares y así las moléculas no polares deseadas se unen y precipitan fuera de la solución en forma concentrada. Este método se denomina salazón y requiere el uso de altas concentraciones de sal que puedan disolverse de forma fiable en la mezcla acuosa. El porcentaje de la sal utilizada es en comparación con la concentración máxima de la sal en la mezcla puede disolver. Como tal, aunque se necesitan altas concentraciones para que el método funcione añadiendo una abundancia de la sal, más del 100%, también puede sobresaturar la solución, por lo tanto, contaminando el precipitado no polar con el precipitado de sal. Una alta concentración de sal, que puede lograrse añadiendo o aumentando la concentración de sulfato de amonio en una solución, permite la separación de proteínas basada en una disminución de la solubilidad de las mismas; esta separación puede lograrse mediante centrifugación. La precipitación por el sulfato de amonio es el resultado de una reducción de la solubilidad y no de la desnaturalización de la proteína, por lo que la proteína precipitada puede ser solubilizada mediante el uso de tampón estándar. La precipitación con sulfato de amonio proporciona un medio cómodo y sencillo para fraccionar mezclas complejas de proteínas.
En el análisis de entramados de caucho, los ácidos grasos volátiles se analizan precipitando el caucho con una solución de sulfato de amonio al 35%, que deja un líquido claro del que se regeneran los ácidos grasos volátiles con ácido sulfúrico y luego se destilan con vapor. La precipitación selectiva con sulfato de amonio, a diferencia de la técnica de precipitación habitual que utiliza ácido acético, no interfiere en la determinación de los ácidos grasos volátiles.

### Aditivo alimentario
Como aditivo alimentario, el sulfato de amonio se considera generalmente reconocido como seguro (GRAS) por la Food and Drug Administration de Estados Unidos, y en la Unión Europea se designa con el número E E517. Se utiliza como regulador de la acidez en harinas y productos de panadería. La seguridad del sulfato de amonio como aditivo alimentario ha sido reevaluada en la Unión Europea por última vez en octubre de 2019.

### Otros usos
En el tratamiento de agua potable, el sulfato de amonio es utilizado en combinación con cloro para generar cloramina para desinfección.
El sulfato de amonio es usado en pequeña escala en la preparación de otras sales de amonio, especialmente persulfato de amonio.
El sulfato de amonio es un ingrediente listado en numerosas vacunas producidas en Estados Unidos, por los Centros de Control de Enfermedades. Una solución saturada de sulfato de amonio en agua pesada (D2O) se usa como un estándar externo en espectroscopía NMR de azufre  (33S) con un valor de desviación de 0 ppm.
El sulfato de amonio también ha sido utilizado como compuesto de retardante de llama actuando de manera similar al fosfato diamónico. Como retardante de llama, aumenta la temperatura de combustión del material, disminuye las tasas de pérdida de peso máximas y provoca un aumento de la producción de residuos o carbón vegetal. Su eficacia como retardante de la llama puede mejorarse mezclándolo con sulfamato de amonio. Se ha utilizado en lucha aérea contra el fuego.[cita requerida]
El sulfato de amonio se ha utilizado como conservador de la madera, pero debido a su naturaleza higroscópica, este uso se ha interrumpido en gran medida debido a los problemas asociados con la corrosión de los sujetadores metálicos, la inestabilidad dimensional y los fallos de acabado